# Puisieux (Pas de Calais)
Puisieux és un municipi francès situat al departament del Pas de Calais i a la regió dels Alts de França. L'any 2007 tenia 628 habitants.

## Demografia

### Població
El 2007 la població de fet de Puisieux era de 628 persones. Hi havia 224 famílies de les quals 44 eren unipersonals (8 homes vivint sols i 36 dones vivint soles), 76 parelles sense fills, 76 parelles amb fills i 28 famílies monoparentals amb fills.
La població ha evolucionat segons el següent gràfic:
Habitants censats

### Habitatges
El 2007 hi havia 246 habitatges, 228 eren l'habitatge principal de la família, 8 eren segones residències i 10 estaven desocupats. 242 eren cases i 4 eren apartaments. Dels 228 habitatges principals, 183 estaven ocupats pels seus propietaris, 43 estaven llogats i ocupats pels llogaters i 2 estaven cedits a títol gratuït; 28 tenien tres cambres, 65 en tenien quatre i 135 en tenien cinc o més. 196 habitatges disposaven pel capbaix d'una plaça de pàrquing. A 95 habitatges hi havia un automòbil i a 104 n'hi havia dos o més.

### Piràmide de població
La piràmide de població per edats i sexe el 2009 era:
| Homes | Edats   | Dones |
| ----- | ------- | ----- |
| 0     | 95 o +  | 0     |
| 0     | 90 a 94 | 8     |
| 12    | 85 a 89 | 4     |
| 0     | 80 a 84 | 8     |
| 16    | 75 a 79 | 20    |
| 16    | 70 a 74 | 16    |
| 8     | 65 a 69 | 24    |
| 12    | 60 a 64 | 12    |
| 8     | 55 a 59 | 16    |
| 12    | 50 a 54 | 16    |
| 20    | 45 a 49 | 20    |
| 28    | 40 a 44 | 12    |
| 28    | 35 a 39 | 24    |
| 24    | 30 a 34 | 20    |
| 16    | 25 a 29 | 24    |
| 16    | 20 a 24 | 12    |
| 24    | 15 a 19 | 20    |
| 20    | 10 a 14 | 28    |
| 36    | 5 a 9   | 16    |
| 8     | 0 a 4   | 16    |

## Economia
El 2007 la població en edat de treballar era de 398 persones, 271 eren actives i 127 eren inactives. De les 271 persones actives 230 estaven ocupades (128 homes i 102 dones) i 41 estaven aturades (26 homes i 15 dones). De les 127 persones inactives 23 estaven jubilades, 45 estaven estudiant i 59 estaven classificades com a «altres inactius».

### Ingressos
El 2009 a Puisieux hi havia 237 unitats fiscals que integraven 633,5 persones, la mediana anual d'ingressos fiscals per persona era de 15.976 €.

### Activitats econòmiques
Dels 17 establiments que hi havia el 2007, 1 era d'una empresa de fabricació d'altres productes industrials, 1 d'una empresa de construcció, 3 d'empreses de comerç i reparació d'automòbils, 5 d'empreses de transport, 1 d'una empresa d'hostatgeria i restauració, 3 d'empreses financeres, 1 d'una empresa de serveis i 2 d'entitats de l'administració pública.
L'únic servei als particulars que hi havia el 2009 era una lampisteria.
L'any 2000 a Puisieux hi havia 18 explotacions agrícoles que ocupaven un total de 1.040 hectàrees.

## Equipaments sanitaris i escolars
El 2009 hi havia una escola elemental integrada dins d'un grup escolar amb les comunes properes formant una escola dispersa.

## Poblacions més properes
El següent diagrama mostra les poblacions més properes.